# Среднебалтаевское сельское поселение
Среднебалтаевское се́льское поселе́ние — муниципальное образование в Апастовском районе Татарстана Российской Федерации.
Административный центр — село Среднее Балтаево.

## История
Статус и границы сельского поселения установлены Законом Республики Татарстан от 31 января 2005 года № 8-ЗРТ «Об установлении границ территорий и статусе муниципального образования "Апастовский муниципальный район" и муниципальных образований в его составе»

## Население
| 2010 | 2011 | 2012 | 2013 | 2014 | 2015 | 2016 |
| ---- | ---- | ---- | ---- | ---- | ---- | ---- |
| 992  | ↘985 | ↘960 | ↘938 | ↘936 | ↘916 | ↘907 |
| 2017 | 2018 |      |      |      |      |      |
| ↘895 | ↘860 |      |      |      |      |      |

## Состав сельского поселения
| № | Населённый пункт | Тип населённого пункта       | Население |
| - | ---------------- | ---------------------------- | --------- |
| 1 | Верхнее Балтаево | деревня                      |           |
| 2 | Малый Бакрче     | деревня                      |           |
| 3 | Нижнее Балтаево  | деревня                      |           |
| 4 | Среднее Балтаево | село, административный центр |           |
| 5 | Шемяково         | деревня                      |           |